# هليلج ابن سينا
هليلج ابن سينا (الاسم العلمي:Terminalia avicennioides) هو نوع من النباتات يتبع جنس الهليلج من الفصيلة القمبريطية.